# Tranvia Brescia-Mantova-Ostiglia
La tranvia Brescia-Mantova-Ostiglia era una linea tranviaria extraurbana che collegava la città di Brescia con quella di Mantova e il comune di Ostiglia, sede di una stazione ferroviaria lungo la ferrovia Verona-Bologna.
Realizzata a cura dalla Société Anonyme d'Entreprise Generale de Travaux (EGT), che ne curò inizialmente la gestione, la concessione della tranvia fu poi ceduta alla controllata Società Anonima Tramways de Lombardie et Romagnes (SATLR) nel 1912.
La tranvia fu soppressa nel 1952, dopo aver caratterizzato per decenni l'ambiente geografico ed economico di parte della pianura padana.

## Storia

### L'attribuzione delle concessioni

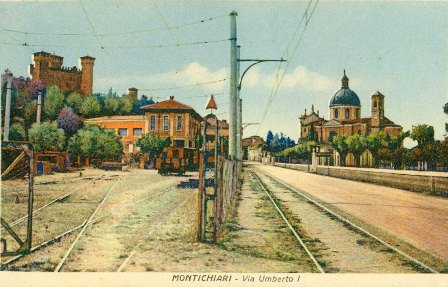
Montichiari, via Umberto I - cartolina colorata

Il 18 maggio 1878 il Ministro dei Lavori Pubblici Alfredo Baccarini, nell'ottica di riprendere gli investimenti in costruzioni ferroviarie, propose un disegno di legge sul finanziamento di nuove linee. La prevista relazione Brescia-Mantova rientrava nella Quinta categoria e poteva dunque essere finanziata come "ferrovia economica" oppure come linea tranviaria. La Deputazione provinciale di Brescia optò per la seconda opzione, visto il notevole interesse che le tranvie stavano suscitando nella provincia tra gli ultimi anni Settanta e vista l'economicità di gestione di queste rispetto alle linee ferroviarie. Nell'agosto del 1879, la deputazione concesse al milanese Enrico Horvath la costruzione e la gestione di una tranvia Brescia-Montichiari, con possibili diramazioni verso Castiglione delle Stiviere e Asola. L'amministrazione provinciale si impegnava a risistemare le strade mentre il resto dei lavori era interamente a carico del concessionario. Si sarebbero utilizzate rotaie Vignoles da 16 kg/m.
Nell'ottobre del 1880 erano stati completati i lavori di sistemazione della provinciale per Montichiari, ma Horvath decise di non avviare i lavori, considerando insufficiente l'opera di contenimento del torrente Garza nei pressi della frazione di San Polo. Dopo diverse trattative con imprese nel settore, Horvath presentò ai membri della deputazione Camillo Prunieau, console belga a Roma e rappresentante della società Société Anonyme d'Entreprise Generale de Travaux. Il 24 agosto 1881 la società belga ottenne dalla Deputazione la possibilità di subentrare nella concessione dell'industriale milanese.
Anche a Mantova, agli inizi degli anni Ottanta, ci fu un dibattito politico sull'opportunità di costruire linee tranviarie nella provincia. La seduta del consiglio provinciale del 19 aprile 1880 aveva indicato la possibilità di costruire le "guidovie" Mantova-Asola, Mantova-Castiglione, Mantova-Ostiglia e Mantova-Viadana. L'Ingegner Avenati parve sul punto di poter rilevare le concessioni sulle quattro linee, ma le trattative si ruppero quando fu chiaro che egli non era in grado di far fronte agli impegni. Di conseguenza, si preferì accettare la proposta della società belga per le concessioni della Castiglione-Mantova e della Mantova-Ostiglia, proprio perché essa si stava dimostrando affidabile nella progettazione della Brescia-Montichiari. La concessione venne rilasciata formalmente il 28 novembre 1881.

### La costruzione

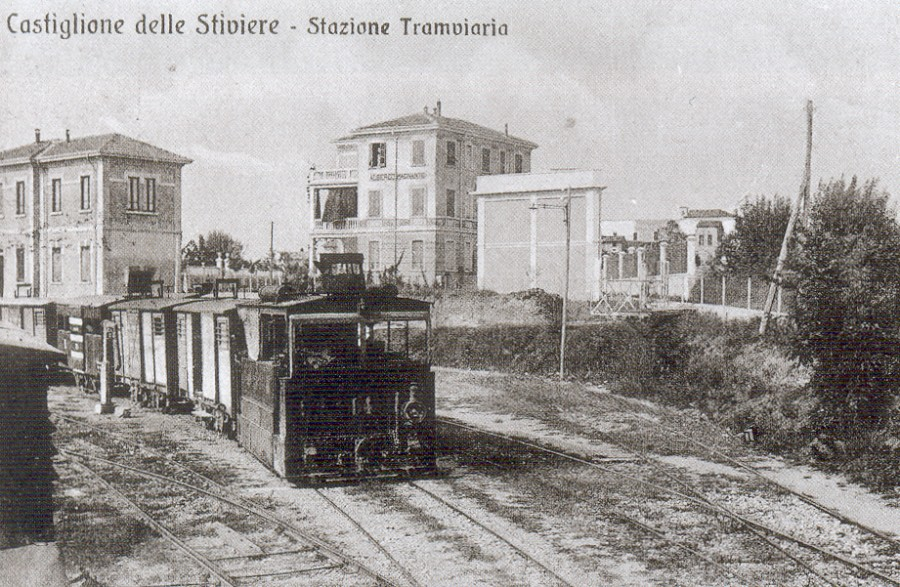
La stazione tranviaria di Castiglione delle Stiviere nel 1930

Nel febbraio 1882 giunse l'autorizzazione del Ministero dei Lavori Pubblici alla costruzione della Brescia-Montichiari-Castiglione che fu inaugurata il 25 giugno 1882.
Nel 1883, il Prefetto di Mantova propose alla deputazione bresciana la trasformazione della tranvia in ferrovia di Quarta categoria allo scopo di far carico allo Stato dei 6/10 della spesa complessiva, sulla base di quanto previsto della legge del 29 luglio 1879: in questo modo, Mantova non avrebbe dovuto sostenere spese per la sistemazione delle strade. La provincia di Brescia rifiutò, perché riteneva l'ipotesi tranviaria più vantaggiosa per la sua economia.
In fase di progettazione, il posizionamento dei binari sulla sede stradale impose la costruzione di nuovi ponti che si affiancassero a quelli stradali e ferroviari già esistenti. Furono ordinati dei ponti a traliccio metallico all'Impresa Industriale Italiana di Napoli, che furono consegnati in ritardo a causa di un'epidemia colerica che aveva colpito la provincia partenopea.
Nel 1883, nonostante la richiesta della provincia di Mantova di tramutare il progetto in ferrovia, si cominciò la posa dei binari tra Castiglione e Goito e tra Ostiglia e Governolo, presso il quale la linea avrebbe attraversato il fiume Mincio. Il 12 aprile di quell'anno fu aperto il tratto Castiglione-Gambarara.
Il 21 febbraio 1884 fu completata la tratta Governolo-Ostiglia. Il 29 settembre fu aperto il tratto Cerese-Governolo, mentre in ottobre il tratto da Gambarara fu esteso fino al quartiere di Cittadella. Per completare la linea rimaneva il tratto fra Cittadella e Cerese che attraversava la città mantovana.
Il 19 aprile 1886 fu inaugurato il tratto che collegava Cittadella alla stazione di Borgo Te, mentre quello da quest'ultima località fino alla linea per Ostiglia, posta presso Cerese, fu completato il 18 luglio. Non fu però possibile viaggiare senza interruzioni lungo la tranvia, non potendo questa attraversare la ferrovia Mantova-Legnago in maniera perpendicolare. I viaggiatori erano, quindi, costretti al trasbordo in quel punto per passare da una parte all'altra della linea ferroviaria. Il problema fu risolto con un incrocio obliquo inaugurato l'8 agosto.
Alla fine degli anni Ottanta, il problema delle piene del Garza fu al centro delle controversie fra Provincia di Brescia e l'impresa tranviaria: il 9 ottobre 1890 il Tribunale di Brescia condannò l'amministrazione a rimborsare i danni delle piene subiti dalla società belga e a rispettare gli impegni di risoluzione del problema, promessi già fin dal 1879, ma mai mantenuti, con sentenza ribadita il 27 febbraio 1893. Di conseguenza, tra il 1894 e il 1896 si predispose la progettazione di una variante, mai realizzata, che dal Canton Mombello avrebbe collegato San Polo, passando di fronte al nuovo manicomio cittadino. Nel 1899, si preferì alzare la strada dall'imbocco per Mantova fino a San Polo, lungo un percorso di circa 3 chilometri, rinforzando l'argine del torrente.
Nel maggio 1896 fu finanziata la costruzione del nuovo ponte sul fiume Chiese a Montichiari.
Il 3 settembre 1911 fu inaugurata la variante Montichiari-Carpenedolo-Castiglione. Il nuovo percorso collegava la città della bassa bresciana al capoluogo, ma allungava, con rammarico per Montichiari, il legame fra Brescia e Castiglione delle Stiviere. Il vecchio tratto diretto passante per Novagli, frazione di Montichiari, fu disarmato nei mesi successivi. In cambio, l'impresa tranviaria ottenne la proroga della concessione di tutta la Brescia-Ostiglia fino al 1952, mentre la deputazione mantovana chiese la costruzione di una tranvia che collegasse Castiglione delle Stiviere a Desenzano. Un primo contributo di 20 000 lire per la progettazione di questa diramazione fu stanziato dal consiglio provinciale mantovano già nel 1884, mentre il progetto fu steso dall'ingegner Ernesto Filzi nel 1903 e prevedeva la conclusione della tranvia proprio nella piazza del Porto della cittadina gardesana perseguendo lo scopo di attirare il traffico merci verso i nuovi binari. Tuttavia, tra il 1906 e il 1909 fu costruita la Maratona che collegava il porto con la stazione delle Ferrovie dello Stato di Desenzano. A causa della presenza della ferrovia, la tranvia non poté dunque arrestarsi sul piazzale, ma dovette proseguire fino alla Dogana. Di conseguenza, il traffico merci sulla linea per Castiglione non raggiunse mai i livelli desiderati dalla provincia di Mantova per il rilancio della sua economia.
La tranvia Desenzano-Castiglione fu aperta al servizio pubblico il 5 novembre 1911

### La nuova gestione e il dopoguerra

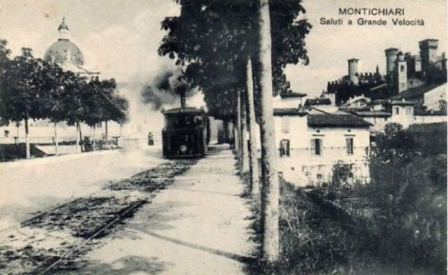
Tram a vapore in uscita da Montichiari

Il 15 novembre 1912 la gestione della Brescia-Mantova-Ostiglia passò alla Società Italiana Tramvie e Autovie di Lombardia e Romagna (SATLR), controllata della belga.
Durante la prima guerra mondiale le corse furono sospese per la mancanza di combustibile; stante la scarsa qualità dei servizi, nel 1917 i sindaci di Brescia, Castenedolo, Carpenedolo e Montichiari formularono un atto d'accusa contro la società belga e, al termine del conflitto, avanzarono diverse proposte per un'elettrificazione della linea.
Nel 1919, la SATLR fece la sua proposta di elettrificazione all'amministrazione provinciale di Brescia coinvolgendo solo il tratto Brescia-Mantova, ma chiedendo in cambio un sussidio di 20.000 Lire al chilometro, la concessione gratuita del suolo occupato dai sostegni, l'allacciamento a Desenzano della ventilata tranvia della Valtenesi e la proroga della concessione per cinquant'anni. La Provincia di Mantova avrebbe dovuto accettare le medesime condizioni, qualora Brescia avesse accettato l'offerta della SATLR, ma non avvenne.
Appurato che la linea Brescia-Carpenedolo svolgeva comunque un ruolo di collegamento importante fra i centri coinvolti e il capoluogo, nel 1932 fu avviato un progetto di elettrificazione le cui spese furono a carico dell'amministrazione provinciale bresciana, mentre i lavori furono curati dai Servizi Municipalizzati di Brescia. La SATLR mantenne l'esercizio, svolto da due elettromotrici costruite appositamente. Il 9 ottobre 1932 fu aperto al servizio pubblico il tratto Brescia-Castenedolo, mentre il 31 maggio 1934 fu aperto anche il Castenedolo-Carpenedolo. Il capolinea di Brescia fu spostato presso il raddoppio di vicolo dell'Ortaglia, un tempo usato per lo scarico e il carico delle merci presso il granarolo di piazzale Arnaldo, che fu identificato come Brescia Corso Magenta.

### La progressiva chiusura della linea
Proprio la mancata elettrificazione fu la causa principale della progressiva chiusura della tranvia. La SATLR sperimentò servizi automobilistici tra il 1932 e il 1934 rilevando un discreto successo, sfruttando la possibilità data dal decreto ministeriale del 12 novembre 1937 che consentiva alle concessionarie il passaggio alle autocorse.
Il 3 marzo 1934 fu chiusa la Mantova-Ostiglia. Il 24 aprile 1935 si chiuse anche il traffico sulla Mantova-Desenzano e sulla Mantova-Brescia. Il traffico merci proseguì fino agli inizi dell'anno successivo, quando si disarmarono le linee.
I servizi tranviari proseguirono solamente tra Brescia e Carpenedolo. Il 15 settembre 1944 un tram della linea fu oggetto di un attacco aereo, mentre percorreva la linea nei pressi della frazione Trivelli di Montichiari. Ci furono diciassette vittime.
Il 13 agosto 1952, al termine della concessione, furono sospese le corse anche sulla Brescia-Carpenedolo, mentre i binari furono rimossi tra il luglio e l'ottobre dell'anno successivo. La SITALR effettuò i servizi autosostitutivi sulle relazioni Brescia-Carpenedolo, Brescia-Mantova, Brescia-Calcinato e Desenzano del Garda-Castiglione fino al 30 giugno 1973, quando le concessioni furono rilevate dalla provincia di Mantova che le passò ad APAM.

## Caratteristiche
|  |  | Unused urban continuation backward |

|  | Unknown route-map component "uexKBHFa" | Unknown route-map component "uexLSTR" |

|  |  | Unused straight waterway | Unknown route-map component "uexABZgl+l" | Unknown route-map component "uexCONTfq" |

|  | Unknown route-map component "uexBHF" | Unknown route-map component "uexBHF" |

| Unknown route-map component "uexCONTgq" | Unknown route-map component "uexKRZxl" | Unknown route-map component "uexSTRr" |

| Unknown route-map component "CONTgq" | Unused waterway under railway bridge | Unknown route-map component "CONTfq" |

| Unknown route-map component "uexHST" |

| Unknown route-map component "uexHST" |

| Unknown route-map component "uexHST" |

| Unknown route-map component "uexHST" |

| Unknown route-map component "uexBHF" |

| Unknown route-map component "uexBHF" |

| Unknown route-map component "uexHST" |

| Unknown route-map component "uexBHF" |

| Unknown route-map component "uexHST" |

| Unknown route-map component "uexBHF" |

| Unknown route-map component "uexBS2+l" | Unknown route-map component "uexBS2+r" |

| Unknown route-map component "uexHST" | Unknown route-map component "uexHST" |

| Unknown route-map component "uexBHF" | Unused straight waterway |

| Unknown route-map component "uexHST" | Unused straight waterway |

| Unknown route-map component "uexBS2l" | Unknown route-map component "uexBS2r" |

|  | Unknown route-map component "uexABZg+l" | Unknown route-map component "uexCONTfq" |

| Unknown route-map component "uexBHF" |

| Unknown route-map component "uexHST" |

| Unknown route-map component "uexHST" |

| Unknown route-map component "uexBHF" |

| Unknown route-map component "uexCONTgq" | Unknown route-map component "uexABZgr" |  |

| Unknown route-map component "uexHST" |

| Unknown route-map component "uexBHF" |

| Unknown route-map component "uexHST" |

| Unknown route-map component "uexHST" |

| Unknown route-map component "uexBHF" |

| Unknown route-map component "uexHST" |

| Unknown route-map component "uexBHF" |

| Unknown route-map component "uexHST" |

| Unknown route-map component "uexBHF" |

| Unknown route-map component "uexHST" |

| Unknown route-map component "uexBHF" |

| Unknown route-map component "uexHST" |

| Unknown route-map component "uexHST" |

| Unknown route-map component "STR+l" | Unknown route-map component "uxmKRZ" | Unknown route-map component "CONTfq" |

| Straight track | Unknown route-map component "uexBHF" |  |

| Unknown route-map component "hKRZWae" | Unknown route-map component "uexhKRZWae" |  |

| Station on track | Unknown route-map component "uexBHF" |  |

| 72 |
| 0  |

| Unknown route-map component "CONTgq" | Unknown route-map component "ABZgr" | Unused straight waterway |  |  |

| Unknown route-map component "uexCONTgq" | Unknown route-map component "emKRZ" | Unknown route-map component "uexKRZ" | Unknown route-map component "uexCONTfq" |  |

| Unknown route-map component "LSTR" | Unknown route-map component "uexBHF" |  |

| Unknown route-map component "LSTR" | Unknown route-map component "uexBHF" |  |

| Unknown route-map component "LSTRl" | Unknown route-map component "uxmKRZ" | Unknown route-map component "CONTfq" |

| Unknown route-map component "uexBHF" |

| Unknown route-map component "uexBHF" |

| Unknown route-map component "uexHST" |

| Unknown route-map component "uexBHF" |

| Unknown route-map component "uexBHF" |

| Unknown route-map component "uexHST" |

| Unknown route-map component "uexBHF" |

| Unknown route-map component "uexHST" |

| Unknown route-map component "uexBHF" |

| Unknown route-map component "uexBHF" |

| Unknown route-map component "uexHST" |

| Unknown route-map component "uexHST" |

| Unknown route-map component "uexBHF" |

| Unknown route-map component "uexHST" |

| Unknown route-map component "uexKBHFe" |

| Unknown route-map component "CONTgq" | Station on transverse track | Unknown route-map component "CONTfq" |

La linea era una tranvia interurbana a binario singolo. Lo scartamento adottato fu quello ordinario tranviario italiano da 1445 mm. Nei primi anni d'esercizio le rotaie erano di tipo Serres & Battig; verso la fine del XIX secolo si decise di sostituirle con il sistema Vignoles poggiante su traversine di legno appositamente trattato, soluzione più collaudata e meno onerosa dal punto di vista della manutenzione.
La trazione dei treni passeggeri e merci lungo la linea fu effettuata mediante locomotive tranviarie a vapore con l'eccezione della tratta Brescia-Carpenedolo che tra il 1932 e il 1934 fu elettrificata con linea aerea a catenaria, sulla quale prestarono servizio elettromotrici tranviarie.

### Percorso

#### Brescia-Mantova
La stazione capolinea di Brescia Porta Venezia sorgeva in largo Torrelunga, vicino a piazzale Arnaldo, ed era raccordata sia alla rete urbana sia alla stazione tranviaria di Porta Venezia della tranvia Brescia-Salò.
Il binario sottopassava la ferrovia Milano-Venezia e impegnava poi la strada mantovana attraversando gli abitati delle frazioni di Case, San Polo e Bettole di Buffalora. Impegnata poi la salita del colle di Castenedolo, serviva quest'ultimo paese con uno scalo apposito per poi attraversare la brughiera di Montichiari e servire l'abitato di Vighizzolo. A Montichiari, la linea passava il centro abitato a nordest, mentre la stazione a servizio del paese si trovava poco fuori il centro abitato, in via Umberto I, in direzione dello stradale diretto a Castiglione delle Stiviere. Il percorso originario attraversava l'abitato di Novagli e affiancava la frazione di Prede, giungendo presso la stazione di Castiglione, che si trovava nell'attuale via Cavour.
Il percorso del 1911, invece, abbandonava la strada mantovana in direzione sudest, seguendo un tracciato in sede speciale che affiancava la frazione monteclarense di Trivellini e giungendo a Carpenedolo nei pressi dell'incrocio fra via Deretti e via Ercoliani, dove si trovava la stazione tranviaria. La linea risaliva verso nordest in direzione della stazione di Castiglione della Stiviere, percorrendo in sede promiscua la strada diretta alla cittadina mantovana. Dallo scalo di Castiglione si diramava, in direzione nordovest lungo le attuali via Beschi e via San Pietro, la tranvia per Lonato e Desenzano del Garda.
La tranvia per Mantova, dopo Castiglione, seguiva la strada provinciale per Medole, dove tra il 1930 e il 1933 funzionò anche la linea per Casaloldo, esercita dalla Tranvie Provinciali Mantovane (TPM). Proseguendo sull'attuale via Crocevia in direzione nordest, il binario si reimmetteva sul tracciato della strada mantovana per attraversare l'abitato di Guidizzolo. In uscita da quest'ultimo paese, la tranvia riabbandonava lo stradale per Mantova, per dirigersi verso nordest a Volta Mantovana che veniva aggirata a sud e servita da un'apposita stazione tranviaria presso l'attuale via Borgo Stazione.
Dopo Volta Mantovana, la linea percorreva in direzione sudest la provinciale per Goito. All'ingresso del paese si reimmetteva sulla strada per Mantova che veniva percorsa in sede promiscua fino alla frazione di Cittadella, affiancando gli abitati di Marmirolo e Gambarara. A Cittadella, la tranvia scavalcava il Mincio tra i laghi Lago Superiore e Lago di Mezzo per poi percorrere in sede promiscua l'attuale via Pitentino. Nei pressi della stazione ferroviaria si trovava lo scalo di Mantova Santa Maddalena dove terminava il servizio proveniente da Brescia e iniziava quello diretto a Ostiglia.
Il tracciato tranviario proseguiva quindi in direzione di Mantova Te Scalo, giungendovi dopo aver percorso 74,130 km da Brescia, di cui 16,894 km in sede propria.

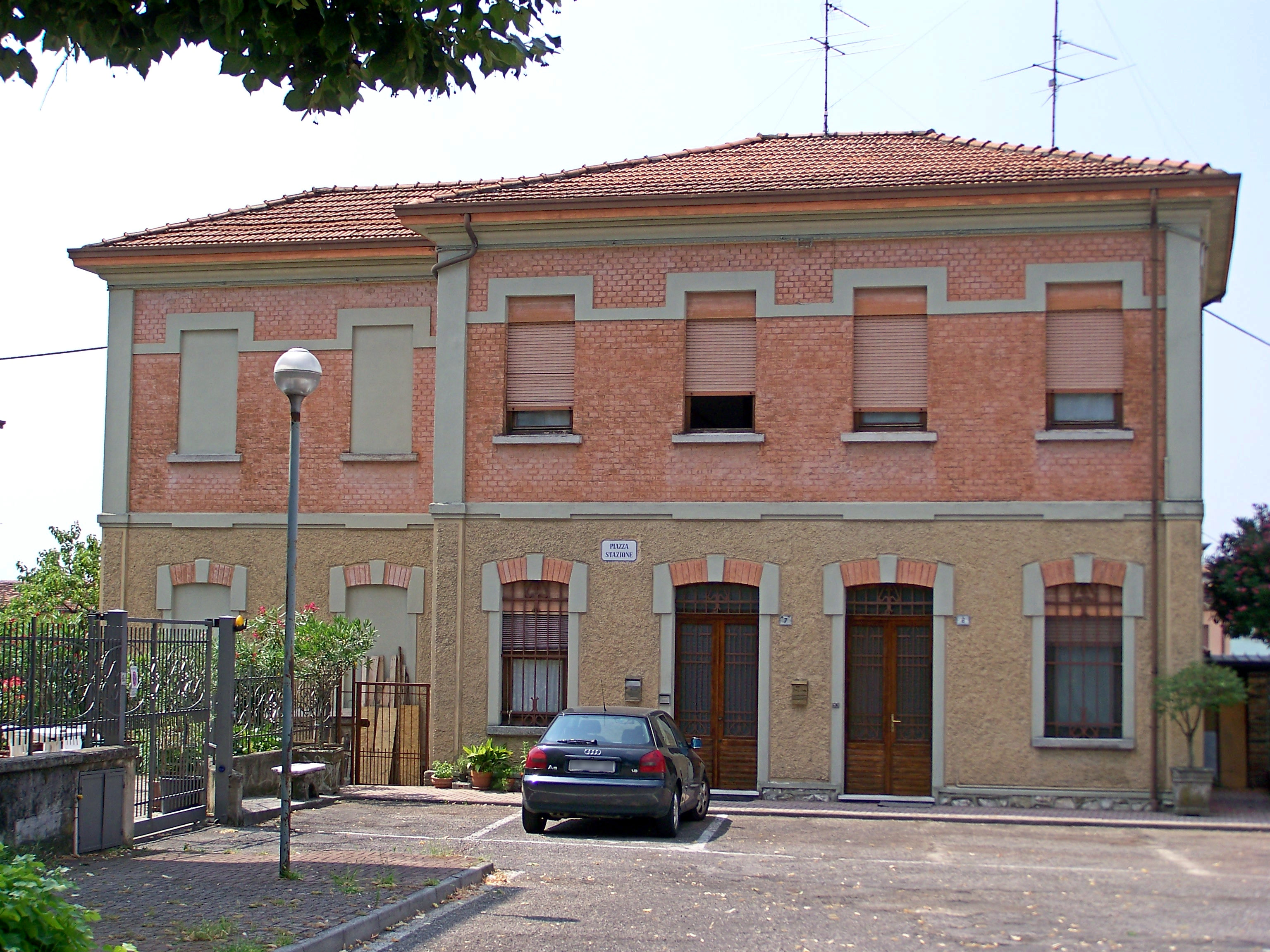
Il fabbricato viaggiatori della stazione tranviaria di Castiglione nel 2013

#### Mantova-Ostiglia

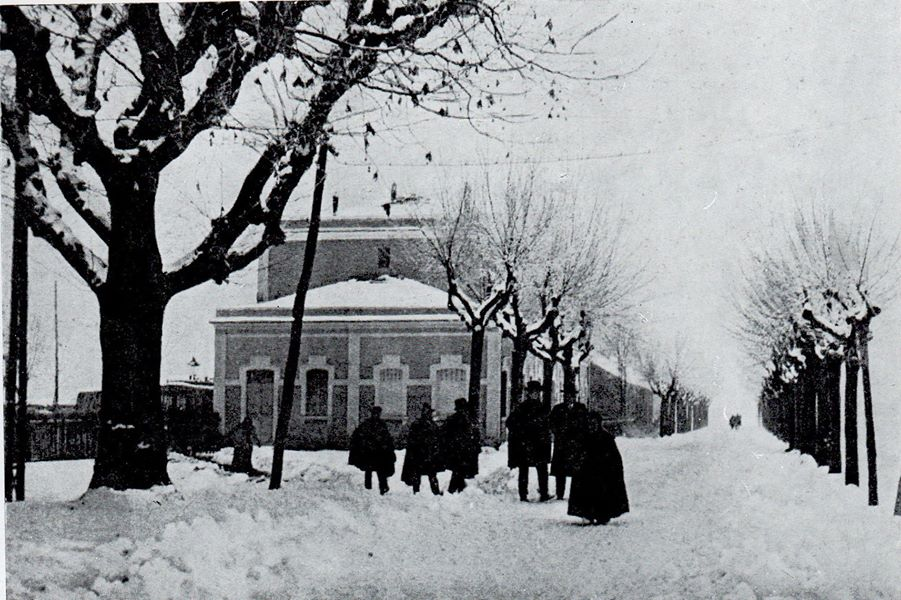
La stazione di Mantova Te Scalo durante una nevicata

Il tracciato mantovano risultava più tortuoso del corrispondente bresciano, in quanto fu interesse prevalente dell'amministrazione utilizzare la tranvia per rendere più celeri i collegamenti fra i paesi della provincia piuttosto che fra questi e il capoluogo. La Mantova-Ostiglia, lunga 35,700 km di cui 14,455 in sede propria, percorreva prevalentemente la strada statale 482 Alto Polesana, in provincia di Mantova più conosciuta come "Strada Ostigliese".

#### Castiglione-Desenzano
|  |  | Unknown route-map component "uexKBHFa" | Pier |  |

|  |  | Unused straight waterway | Unknown route-map component "exKBHFa" |  |

|  |  | Unused straight waterway | Unknown route-map component "exSTRl" | Unknown route-map component "exCONTfq" |

| Unknown route-map component "uexHST" |

| Unknown route-map component "LSTR+l" | Unused waterway under railway bridge | Unknown route-map component "CONTfq" |

| Unknown route-map component "LSTRl" | Unknown route-map component "uxmKRZo" | Unknown route-map component "LSTR+r" |

|  | Unknown route-map component "uexBHF" | Unknown route-map component "LSTR" |

| Unknown route-map component "CONTgq" | Unknown route-map component "uxmKRZo" | Unknown route-map component "LSTRr" |

| Unknown route-map component "uexHST" |

| Unknown route-map component "uexBHF" |

| Unknown route-map component "uexHST" |

| Unknown route-map component "uexCONTgq" | Unknown route-map component "uexABZg+r" |  |

| Unknown route-map component "uexBHF" |

| Unused urban continuation forward |

Da Castiglione delle Stiviere, la diramazione abbandonava la variante per Carpenedolo proseguendo lungo l'attuale via Cavour e via padre Costantino Beschi. Proseguiva lungo via San Pietro e via Lonato in direzione di Staffolo, dove si trovava la stazione a servizio anche della vicina frazione di Esenta. La tranvia percorreva quindi la vecchia strada comunale, dove si trovava la fermata di Cominello-San Polo, e raggiungeva la zona della pesa di Lonato del Garda, ubicata dietro la stazione ferroviaria il cui piazzale binari veniva scavalcato da un ponte in ferro, oggi sostituito dal cavalcaferrovia di via Monte Grappa.
La stazione tranviaria di Lonato fu realizzata poco a nord del ponte citato. Dopo decenni di abbandono, nel 2003 il fabbricato viaggiatori fu riconvertito a uso ristorazione.
La tranvia proseguiva lungo la vecchia strada provinciale per Desenzano, scavalcando nuovamente la ferrovia Milano-Venezia presso la località Folzone, su un tracciato in costante discesa: le pendenze massime toccate furono del 25‰. Giunta alla località Perla, la tranvia poi seguiva il percorso dell'ex strada statale 567 del Benaco, sottopassava quindi il Viadotto ferroviario di Desenzano e giungeva alla località Capolaterra, nei pressi della Madonnina, dove si trovava una fermata. La vecchia statale, attuale via Marconi, non era stata realizzata per cui dalla Madonnina, la tranvia seguiva un percorso in sede propria che le consentiva di scendere verso il livello del lago grazie a un tornante a largo raggio. Entrava poi verso via Santa Maria, dove riprendeva il tracciato a raso sulla strada ordinaria. Di questo tracciato in sede propria sopravvive il ponte di via Salvello che scavalcava la tranvia. In via Santa Maria, la linea interurbana passava davanti al Teatro Alberti e proseguiva verso l'attuale lungolago la cui area era parzialmente occupata dalla stazione ferroviaria di Desenzano Porto. La tranvia fu costretta ad aggirare la stazione: curvava di fronte all'Hotel Meyer e scavalcava il porto vecchio grazie a un ponte levatoio in ferro, costruito dalle Officine di Savigliano. 
L'area dell'attuale piazza Cappelletti fu spianata appositamente per costruire la stazione terminale, dotata di una piattaforma girevole e di una rimessa locomotive.

## Materiale rotabile
Sulla linea furono impiegati tre gruppi di locomotive a vapore di tipo tranviario:
- 1÷8: costruite dalla belga Tubize tra il 1882 e il 1883, rodiggio C, 30 km/h;
- 11÷18: costruite dalla tedesca Krauss tra il 1883 e il 1889, rodiggio B, 25 km/h;
- 9÷16: costruite dalla belga Tubize tra il 1906 e il 1909, rodiggio C, 45 km/h.